# Holocnemus

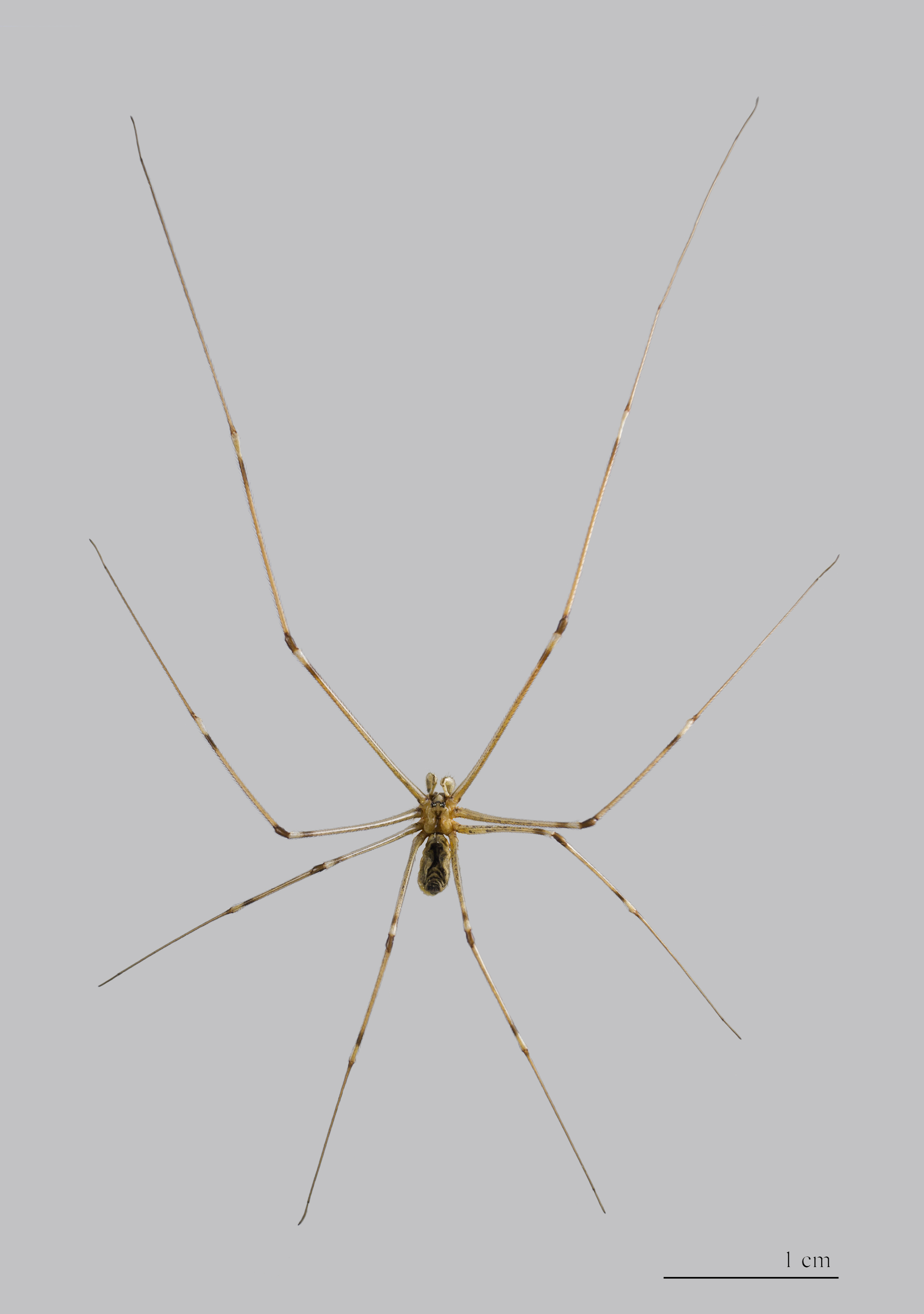
Holocnemus pluchei – MHNT

Holocnemus é um género de aranhas pertecente à subfamília Holocneminae da família Pholcidae.

## Taxonomia
O género Holocnemus contém as seguintes espécies:
- Holocnemus caudatus (Dufour, 1820) — Espanha, Sicília
- Holocnemus hispanicus Wiehle, 1933 — Espanha
- Holocnemus pluchei (Scopoli, 1763) — Região mediterrânica, introduzida em otras regiões.